# Université Effat
L'université Effat (en arabe : جامعة عفّت ) est une institution privée d'enseignement supérieur pour les femmes en Arabie saoudite, à but non lucratif, fonctionnant sous l'égide de la Fondation de bienfaisance du roi Fayçal. Le 30 janvier 2009, le collège Effat devient l’université Effat. L’inauguration de ses trois collèges, la création de l’Institut de recherche et de conseil et les succès remportés aux niveaux académique, éducatif et social ont ouvert la voie à la création d’une université. 
En 2011, l'université Effat obtient l'approbation de son premier programme d'études supérieures. En 2019, l'université Effat célèbre son 20e anniversaire. 

## L'histoire
Le collège Effat est fondé par les enfants du roi Fayçal et d'Iffat Al Thunayyan . La princesse Lolowah bint Faisal Al Saud joue un rôle de premier plan dans sa création : collecte de fonds, élaboration du programme d’études, supervision de la construction, recrutement de professeurs et de personnel . Sara bint Fayçal Al Saoud est présidente du conseil des fondateurs et du conseil d'administration, tandis que Lolowah est vice-présidente et superviseure générale de l'université.  L'université Effat est considérée comme la première université féminine privée en Arabie saoudite.

## Départements
L'université Effat comprend les départements suivants :
- Collège d'ingénieurs :

Génie électrique et informatique, départements informatique et informatique 
- Collège d'architecture et de design :

Services d'architecture, de production visuelle et numérique et de conception 
- Collège des affaires :

Finances, marketing, gestion des ressources humaines, gestion des opérations et de l'information et entrepreneuriat 
- Collège des sciences humaines et sociales :

Département d'anglais et de traduction et de psychologie 
- Études supérieures :

Maîtrise en gestion financière islamique (MIFM), maîtrise ès sciences en design urbain (MSUD) et maîtrise ès sciences en traductologie (MTS) 

## Partenariats
L'université Effat a établi des relations et des accords avec des institutions et universités nationales et internationales. Elle a établi un partenariat avec l'université de Syracuse, Swarthmore College, Université, Georgetown, Mount Holyoke College, l'École des arts traditionnels du Prince, l'université américaine du Caire, le consulat général français, l'université Duke, Pratt School of Engineering, l'École d'architecture de l'université de Miami, l'université de Cincinnati de la justice pénale et des services sociaux, ainsi que de la USC School of Cinematic Arts. 